# Conair Firecat
Conair Firecat je hasicí letoun vyvinutý v 70. letech 20. století v Kanadě modifikací z vyřazených vojenských strojů Grumman S-2 Tracker. Úpravy provedly dílny společnosti Conair, z nichž později vznikla nezávislá společnost Cascade Aerospace.

## Vznik a vývoj
Stroje Firecat vznikly úpravou z letounů Grumman S-2 Tracker, jejichž větší množství Conair zakoupil po jejich vyřazení od Kanadského královského námořnictva a menší počet také z řad letadel dříve sloužích v Námořnictvu Spojených států amerických. Pro letecké hašení požárů byly Firecaty modifikovány zvýšením podlahy kabiny o 20 cm a instalací nádrží na 3 296 litrů hasicí kapaliny na místo původní pumovnice určené pro torpéda. Bylo odstraněno veškeré nadbytečné vojenské vybavení a prázdná hmotnost klesla o téměř 1 500 kg ve srovnání s původními Trackery. První stroj byl upraven v roce 1978.
Některé exempláře byly modernizovány instalací turbovrtulových pohonných jednotek Pratt & Whitney Canada PT6 a následně vstoupily ve známost pod jménem Turbo Firecat. Ty se dále vyznačují větším objemem integrální nádrže na hasicí kapalinu a instalací přídavných nádrží paliva pod křídly. Jejich maximální vzletová hmotnost vzrostla o 680 kg na celkových 12 480 kg, přičemž hmotnost prázdného stroje naopak poklesla, protože turbínové motory jsou lehčí než původní pístové. První Turbo Firecat vzniklv roce 1988.
Adaptací na typ Firecat a Turbo Firecat prošlo celkem 35 letounů Grumman S-2.

## Historie nasazení

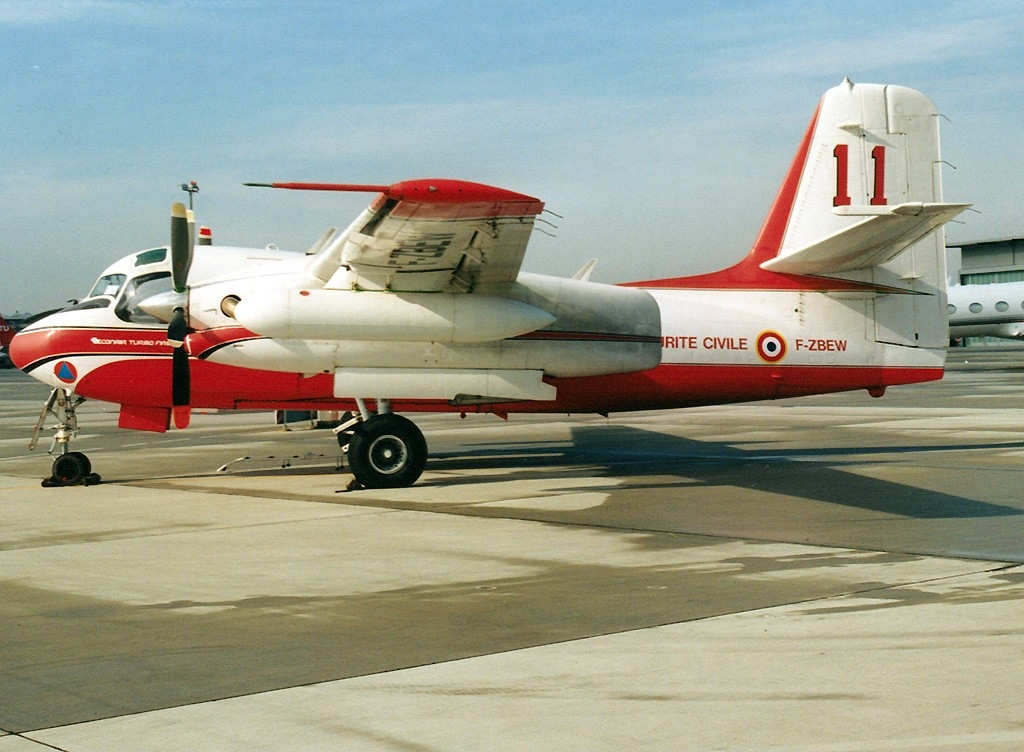
Conair Turbo Firecat ve službě u Sécurité civile

Conair zahájil provoz Firecatů v roce 1978. Stroje obou provedení byly dříve provozovány firmou Conair a vládami kanadských provincií Ontario a Saskatchewan. V květnu 1982 začaly dodávky typu francouzské organizaci civilní ochrany Sécurité civile, která v průběhu pěti let postupně získala celkem čtrnáct strojů, které poté postupně procházely konverzí na verzi Turbo Firecat. Čtyři stroje Firecat a tři Turbo Firecaty byly ztraceny při nehodách, takže k roku 2016 jí zbývalo pouze devět strojů Turbo Firecat.

## Varianty
Firecat
Původní verze s hvězdicovými motory Wright R-1820, jako u standardních Grummanů S-2 Tracker
Turbo Firecat
Verze se dvěma turbovrtulovými motory Pratt & Whitney Canada PT6A-67AF

## Vystavené exempláře
- Canadian Museum of Flight, Langley, Britská Kolumbie[12]
- Canadian Bushplane Heritage Centre, Sault Ste. Marie, Ontario
- Reynolds-Alberta Museum, Wetaskiwin, Alberta

## Specifikace (Turbo Firecat)

### Technické údaje
- Osádka: 1
- Kapacita: 3 335 l vody a 173 l pěnového koncentrátu
- Délka: 13,26 m
- Rozpětí křídel: 22,12 m
- Výška: 5,05 m
- Prázdná hmotnost: 6 803 kg
- Maximální vzletová hmotnost: 12 473 kg
- Pohonná jednotka: 2 × turbovrtulový motor Pratt & Whitney Canada PT6A-67AF
- Výkon pohonné jednotky: 1 220 hp (761 kW) každý

### Výkony
- Maximální rychlost: 407 km/h
- Vytrvalost: 5 hodin a 6 minut letu